# Margaret Laurence
Jean Margaret Laurence, född Wemyss 18 juli 1926 i Neepawa, Manitoba, död 5 januari 1987 i Lakefield, Ontario, var en kanadensisk författare.
1944 startade Laurence sina studier vid University of Winnipeg. Hon skrev för skoltidningen och engagerade sig politiskt i en socialistisk gruppering. Efter studierna jobbade hon som journalist vid The Winnipeg Citizen, där hon skrev bokrecensioner, följde fackliga frågor och skrev en radiokolumn.
Hon gifte sig med John Fergus och de flyttade till England 1949. Senare bodde de även i Somalia 1950–1952 och Ghana 1952–1957. 1952 föddes deras dotter Jocely. Sonen David föddes 1955. 1957 flyttade familjen till Vancouver där de stannade i fem år. 1962 skiljde de sig och Margaret flyttade till London där hon bodde i ett år innan hon flyttade vidare till Penn där hon bodde i över tio år innan hon flyttade tillbaka till Kanada och Lakefield. 1986 fick Laurence diagnosen att hon hade lungcancer och begick därefter självmord 5 januari 1987. 
Laurence tidigaste romaner, bland annat debutromanen This side Jordan 1960, var influerade av hennes upplevelser som en av minoriteterna i Afrika. De innehåller en stark känsla av kristen symbolism och etiska funderingar över att vara västerlänning i en koloni.
Det var efter att ha återvänt till Kanada som hon skrev The Stone Angel 1964 (Marmorängeln, 1983), den bok för vilken hon är mest känd. Den handlar om en 90-årig kvinna som börjar förstå hur hennes oböjlighet har uteslutit känslomässiga förhållanden till andra människor. Hennes publicerade verk efter The Stone Angel handlar om kvinnans förändrade roll under 1970-talet. 
The Stone Angel har filmatiserats 2007 med Ellen Burstyn i huvudrollen och Kari Skogland som regissör. 

### Utgivet på svenska
- Marmorängeln 1983
- Vattensökarna 1986

## Priser och utmärkelser
- Governor General's Awards 1966 för A jest of God
- Governor General's Awards 1974 för The diviners